# ハドスン夫人
ハドスン夫人（ハドスンふじん、Mrs. Hudson。ハドソン夫人とも）はシャーロック・ホームズシリーズの登場人物で、シャーロック・ホームズとジョン・H・ワトスンの有名なベーカー街221Bの下宿の女主人。

## 人物
外見的特徴は特に説明されていない。フルネームも不明だが、一部のシャーロキアンによって『最後の挨拶』で重要な役割を果たす家政婦のマーサは彼女と同一人物だと信じられており、「マーサ・ハドスン」と呼ばれることもある。また、『ボヘミアの醜聞』では、下宿の女主人は何故か、「ターナー夫人」と呼ばれており、多くのシャーロキアンを長年悩ませる難問ともなっている。
家族や親類についても一切不明で「ハドスン夫人（Mrs. Hudson）」と呼ばれる以上、ハドスン氏（Mr. Hudson）はいる（いた）はずだが、彼は一度も登場どころか言及もされておらず、存命かどうかも分かっていない。
全60編のホームズ・シリーズ中で、彼女自身が事件の当事者となったことはない。しかし自宅の2階に住まう、偉大だが風変わりで、「夕食はいつにしましょう?」と聞くと、「あさっての7時半だ」と答える（『マザリンの宝石』）下宿人を根気強く献身的に世話し、また長年にわたって、難問を抱えた依頼人や、もっと物騒な動機を携えた来客が時間を問わずに押しかけて来るのに耐えた。
ホームズはその有名な女嫌いの性癖とは別に、女性に対する態度は誠実で紳士的であり、ハドスン夫人もこの迷惑きわまる下宿人を尊敬し、好感を抱いていた。『空き家の冒険』で、狙撃される危険も顧みず、ホームズに似せた蝋人形を動かす仕事を受け持つなど、時にはホームズのために重要な役割を果たしている。また、『瀕死の探偵』ではホームズの病状をワトソンに伝えている。
ハドスン夫人の料理の腕前については、ワトスンが「ブラック・ピーター」で「すばらしい朝食を用意した」と記している。「海軍条約文書事件」では、突然の来客であるフェルプスを含めた3人分の朝食にチキンカレーやハムエッグを用意して、「バラエティにはやや欠けるが、気が利く人で、朝食のアイディアはスコットランド人女性も顔負け」だとホームズに評されている。この評価はハドスン夫人の腕前を賞賛したものと考えられているが、異なる解釈もある。突然の来客をもてなすため、やむなく残っていた前日の腐りかけた肉を使用し、カレーで腐敗をごまかしていることを皮肉ったとする解釈である。当時の定説では、スコットランド人はケチだということになっていた。

## パスティーシュ作品におけるハドスン夫人
ホームズに関わった女性としては、アイリーン・アドラーと並んでシャーロキアンに重要視されるが、ホームズとの関わり以外では、その来歴や私生活は原作で多くを語られていない。その点がまた、シャーロキアンの想像をたくましくさせてもいる。
最も大胆な推理は、ハドスン夫人は実はホームズの恋人であり、本名はアイリーン・アドラーだった、とするものである。これは『ボヘミアの醜聞』で下宿の女主人がハドスン夫人ではなくターナー夫人であるという謎を合理的に解決する仮説であるが、ワトスンの手記には『ボヘミアの醜聞』の事件がホームズとアドラーのただ一度きりの出会いだったと書かれている。

### 映画・テレビ
『名探偵ホームズ』
日伊合作のテレビアニメ。最初期の航空機パイロットであった夫を事故で失った、19歳の若き未亡人として描かれた。ファーストネームはマリー。かつては「街道マリー」と呼ばれ、航空機レースへの出場や、ワトスンを車に乗せてのカーアクションのほか、疾走する車上からリボルバーで航空機を狙撃するなど、男性顔負けの活動的な一面を見せている。一方、モリアーティ教授の人質にはなったが、教授や部下たちとはいくばくかの心の交流を結ぶという場面もあった。K・M・ペイトンの『フランバース屋敷の人々』のヒロインが、設定上のモデルとなっている。声優は麻上洋子（テレビ版）、信沢三恵子（劇場版）。

『名探偵コナン ベイカー街の亡霊』
テレビアニメ『名探偵コナン』の劇場版。新型ゲーム機「コクーン」が作り出した仮想空間「オールドタイムロンドン」にて、江戸川コナンたちがまず訪れたのが、ベイカー街221号B室である。しかし、ホームズとワトソン博士が不在だったため、ハドスン夫人に出迎えられる。声優は速見圭。

『シャーロックホームズ』
脚本・三谷幸喜の人形劇。ホームズが過ごすベイカー寮の寮母であり、彼のことを「シャーロック」と呼ぶ。ホームズには「ハドソン夫人」と呼ばれるが、壁新聞では「ターナー夫人」と匿名で表記される。

### パロディまたはパスティーシュ
『シャーロック・ホームズ家の料理読本』（1981年） - 成田篤彦訳、晶文社
イギリスの料理研究家ファニー・クラドック著。ハドソン夫人が書いたという設定の料理本。料理のレシピのほか、ヴィクトリア時代の生活の知恵が紹介されており、随所にホームズやワトソンに纏わるエピソードが盛り込まれている。なお、本書ではハドソン夫人のファーストネームはサラとなっている。
2012年に朝日文庫から再版。ISBN 978-4022646583
『シャーロック・ホームズの宇宙戦争』（1969年） - 深町眞理子訳、創元推理文庫SF（1980年）
アメリカの作家マンリー・W・ウェルマンとウェイド・ウェルマン親子の共著。ホームズやチャレンジャー教授らが（H・G・ウェルズの）『宇宙戦争』に遭遇する。
ヒロイン的扱いで、従来の中年女将ではなく、魅力的な女性に描かれている。なお、本書ではハドソン夫人のファーストネームはマーサとなっている。